# Kudō Haruka (ca sĩ)
Kudō Haruka (工藤遥 Kudō Haruka, sinh ngày 27 tháng 10 năm 1999) là một nữ diễn viên và cựu ca sĩ nhạc pop người Nhật Bản. Cô là cựu thành viên của nhóm nhạc pop Morning Musume. Trước khi gia nhập Morning Musume, Kudō là thành viên của nhóm Hello! Pro Egg. Kudō là thành viên trẻ nhất trong lịch sử gia nhập Morning Musume lúc 11 tuổi, vượt qua kỷ lục 12 tuổi của Kago Ai. Cô còn nổi danh nhờ đóng vai diễn Hayami Umika/Lupin Yellow trong bộ phim truyền hình tokusatsu Kaitou Sentai Lupinranger VS Keisatsu Sentai Patranger.

## Tiểu sử

### Thân thế
Kudō sinh ngày 27 tháng 10 năm 1999 tại tỉnh Saitama, Nhật Bản.

### 2010–2011: Ra mắt ở Morning Musume
Ngày 27 tháng 3 năm 2010, tại buổi hòa nhạc 2010 Hello! Project Shinjin Kōen sangatsu: Yokohama Gold!, Kudō được giới thiệu là thành viên mới của Hello! Pro Egg. Cô ra mắt trong buổi hòa nhạc vào ngày 1 tháng 5 năm 2010, tại lễ hội Hello! Project presents: Hello Fest in Odaiba Gurume Park.
Ngày 29 tháng 9 năm 2011, tại một buổi hòa nhạc ở Nippon Budokan, một phần của Morning Musume Concert Tour 2011 Aki Ai Believe: Takahashi Ai Sotsugyō Kinen Special, có thông báo rằng Kudō đã vượt qua buổi thử giọng cùng với ba cô gái khác: Likubo Haruna, Ishida Ayumi và Satō Masaki, và sẽ tham gia Morning Musume.

### 2017–nay: Chia tay Morning Musume và diễn xuất đầu tay
Ngày 29 tháng 4 năm 2017, Kudō thông báo sắp chia tay Morning Musume và Hello! Project. Vào ngày 11 tháng 12, tại buổi hòa nhạc Morning Musume Autumn, Kudō tốt nghiệp khỏi nhóm. Vào tháng 2 năm 2018, Kudō có màn diễn xuất đầu tay trong Kaitou Sentai Lupinranger VS Keisatsu Sentai Patranger với vai Lupin Yellow.

## Danh sách đĩa nhạc
Đối với các bản phát hành của Kudō Haruka với Morning Musume, xem danh sách đĩa nhạc của Morning Musume.

### Sách
1. Haruka (27 tháng 4 năm 2019, Wani Books ,ISBN 978-4-88660-139-1 )

### Sách ảnh
1. Do (27 tháng 10 năm 2012, Wani Books, ISBN 978-4847045035)[8]
2. Ashita Tenki ni Naare! (あした天気になーれ！) (27 tháng 9 năm 2014, Wani Books, ISBN 978-4-8470-4686-5)
3. Harukaze (ハルカゼ) (27 tháng 2 năm 2016, Wani Books, ISBN 978-4-8470-4822-7)[9]
4. Kudo Haruka (27 tháng 10 năm 2017, Wani Books, ISBN 978-4-8470-4961-3)[10]
5. Haru Camera (ハルカメラ) (11 tháng 4 năm 2018, Wani Books, ISBN 978-4-8470-8112-5)
6. Lively (27 tháng 3 năm 2020, Wani Books, ISBN 978-4-8470-8276-4)

## Danh sách phim

### DVD và Blu-ray
| Tựa đĩa                            | Chi tiết album                                                            | Vị trí xếp hạng cao nhất | Vị trí xếp hạng cao nhất |
| Tựa đĩa                            | Chi tiết album                                                            | JPN                      | JPN                      |
| Tựa đĩa                            | Chi tiết album                                                            | DVD                      | Blu-ray                  |
| ---------------------------------- | ------------------------------------------------------------------------- | ------------------------ | ------------------------ |
| Haruka                             | - Phát hành: ngày 7 tháng 11 năm 2012 - Hãng đĩa: Zetima - Định dạng: DVD | 30                       | —                        |
| Simple                             | - Phát hành: 22 tháng 10 năm 2014 - Hãng: Zetima - Định dạng: DVD         | 59                       | —                        |
| Harunatsu -Haruka- (春夏 -Haruka-) | - Phát hành: ngày 6 tháng 7 năm 2016 - Hãng đĩa: Zetima - Định dạng: DVD  | 44                       | —                        |
| Do The Vacation                    | - Phát hành: 22 tháng 11 năm 2017 - Hãng đĩa: Zetima - Định dạng: Bluray  | —                        | 58                       |

### Truyền hình
- Sūgaku Joshi Gakuen (数学♥女子学園?)  ( NTV, 2012)
- Otona e Novel (オトナヘノベル?)  (NHK, 2015)
- Kaitou Sentai Lupinranger VS Keisatsu Sentai Patranger (快盗戦隊ルパンジャーVS警察戦隊パトレンジャー?)  (TV Asahi, 2018–2019)[7]
- Kareshi Toshishita（年下彼氏）(Đài truyền hình ABC, 2020.6.7)
- Iryusosa (遺留捜査)(TV Asahi, 2021.2.4)

### Điện ảnh
- Kaitou Sentai Lupinranger VS Keisatsu Sentai Patranger en Film (快盗戦隊ルパンレンジャーVS警察戦隊パトレンジャー en film?)  (2018)
- Lupinranger VS Patranger VS Kyuranger (2019)
- Kishiryu Sentai Ryusoulger VS Lupinranger VS Patranger the Movie (2020)
- Kotera-san Climbs! (のぼる小寺さん?)  )
- 461 Days of Bento: A Promise Between Father and Son (461個のおべんとう?)  (2020)
- Angry Rice Wives (大コメ騒動?) (2021)[12]
- Suicide Forest Village (樹海村?)  (2021)[13]
- Two Outs Bases Loaded (2022), Saki[14]

### Kịch nghệ
- Ima ga Itsuka ni Naru Mae ni (今がいつかになる前に?) (2010)[15]
- Reborn ~Inochi no Audition~ (リボーン～命のオーディション～?) (2011)
- 1974 (Ikunayo) (1974(イクナヨ)?) (2011)[16]
- Stacies Shoujo Saisatsu Kageki (ステーシーズ 少女再殺歌劇?) (2012)
- Gogakuyuu (ごがくゆう?) (2013)[17]
- Lilium -Lilium Shoujo Junketsu Kageki (-Lilium －リリウム 少女純潔歌劇－?) (2014)
- Triangle (トライアングル?) (2015)
- Zoku 11nin Iru! Higashi no Chihei, Nishi no Towa (続・11人いる！東の地平・西の永遠?) (2016)
- JK Ninja Girls (JKニンジャガールズ?) (2017)
- Pharaoh no Haka (ファラオの墓?) (2017)
- Itsumo Pocket ni Chopin (いつもポケットにショパン?) (2019)
- Mahou Tsukai no Yome (魔法使いの嫁?) (2019–2020)

## Giải thưởng
| Năm  | Giải thưởng                              | Hạng mục                       | Tác phẩm đề cử     | Kết quả | Chú thích |
| ---- | ---------------------------------------- | ------------------------------ | ------------------ | ------- | --------- |
| 2021 | Giải thưởng điện ảnh Mainichi lần thứ 75 | Nữ diễn viên mới xuất sắc nhất | Kotera-san Climbs! | Đề cử   | [ 18 ]    |